# 間隆一郎
間 隆一郎（はざま りゅういちろう、1966年〈昭和41年〉12月31日 - ）は、日本の厚生・厚生労働官僚。

## 来歴
神奈川県出身。栄光学園高等学校を経て、1990年（平成2年）、東京大学法学部を卒業。同年、厚生省に入省し、保険局企画課に配属。1992年（平成4年）、老人保健福祉局老人福祉計画課に異動し、新ゴールドプランの策定を担当した。1994年（平成6年）からは秋田市役所に出向し、秋田市の中核市の移行などを担当した。その後、厚生省に戻り、年金局で日独社会保障協定及び日英社会保障協定の締結や確定拠出年金制度の創設などに携わった。2000年（平成12年）からは和歌山県庁に出向し、和歌山県内における介護保険の移行や地球環境保護などに携わった。その後、2003年（平成15年）4月に厚生労働省に戻り、社会・援護局障害保健福祉部障害福祉課課長補佐に就任。障害者自立支援法の制定に携わった。2005年（平成17年）、社会保険診療報酬支払基金に出向し、総合経営戦略を担当した。翌2006年（平成18年）に厚生労働省に戻り、厚生労働省大臣官房人事課で省内の人事、研修、採用を担当した。その後、医政局企画官、政策企画官（社会保障担当参事官室）を経て、2010年（平成22年）に内閣官房内閣参事官に就任。玄葉光一郎国家戦略担当大臣の政策スタッフを務めた。その後、健康局疾病対策課臓器移植対策室長、内閣官房参事官（内閣総務官室）、医薬品医療機器総合機構企画調整部長、年金局年金課長、健康局総務課長、厚生労働省大臣官房総務課長などを歴任。
2020年（令和2年）8月7日、厚生労働省大臣官房審議官（医政、医薬品等産業振興、精神保健医療、災害対策担当）に就任。同年10月12日、厚生労働省大臣官房審議官（医政、医薬品等産業振興、精神保健医療担当）に就任。
2021年（令和3年）9月14日、厚生労働省大臣官房審議官（口腔ケア、医療介護連携、データヘルス改革担当）に就任。
2022年（令和4年）6月28日、厚生労働省大臣官房総括審議官に就任。
2023年（令和5年）7月4日、老健局長に就任。
2024年（令和6年）7月5日、年金局長に就任。
2025年（令和7年）7月8日、保険局長に就任。